# Orchestina topcui
Espèce
Orchestina topcui est une espèce d'araignées aranéomorphes de la famille des Oonopidae.

## Distribution
Cette espèce est endémique de Turquie.

## Description
Le mâle holotype mesure 1,1 mm.

## Étymologie
Cette espèce est nommée en l'honneur d'Aydın Topçu.

## Publication originale
- Danışman & Coşar, 2012 : Orchestina topcui sp. n., a new spider from Turkey (Araneae: Oonopidae). Zoology in the Middle East, vol. 57, no 1, p. 146-148.